# 卡特琳·德雷-海尼希
卡特琳·德雷-海尼希（德語：Katrin Dörre-Heinig，1961年10月6日—），德国女子田径运动员。她曾代表东德、德国参加1988年、1992年和1996年夏季奥林匹克运动会田径比赛，其中1988年奥运会获得一枚铜牌。